# Lajkovac
Lajkovac (Servisch: Лајковац) is een gemeente in het Servische district Kolubara.
Lajkovac telt 17.062 inwoners (2002). De oppervlakte bedraagt 186 km², de bevolkingsdichtheid is 91,7 inwoners per km².

## Plaatsen in de gemeente
| - Bajevac - Bogovađa - Vračević - Donji Lajkovac - Jabučje - Lajkovac - Lajkovac (selo) - Mali Borak - Markova Crkva - Nepričava | - Pepeljevac - Pridvorica - Ratkovac - Rubribreza - Skobalj - Slovac - Stepanje - Strmovo - Ćelije |